# Enderbyův ostrov
Enderbyův ostrov představuje jeden z menších Aucklandových ostrovů, které se nachází několik set kilometrů jižně od Nového Zélandu. Pro svou bohatou faunu je ostrov součástí přírodní památky UNESCO Novozélandské subantarktické ostrovy.

## Poloha
Enderbyův ostrov je nejsevernější ostrov z Aucklandových ostrovů, nachází se v jejich severovýchodní části. Je vzdálen asi kilometr od Aucklandova ostrova, což je hlavní ostrov souostroví. Enderbyův ostrov leží asi 460 km jižně od Bluffu, nejjižnějšího města novozélandské pevniny.

## Dějiny

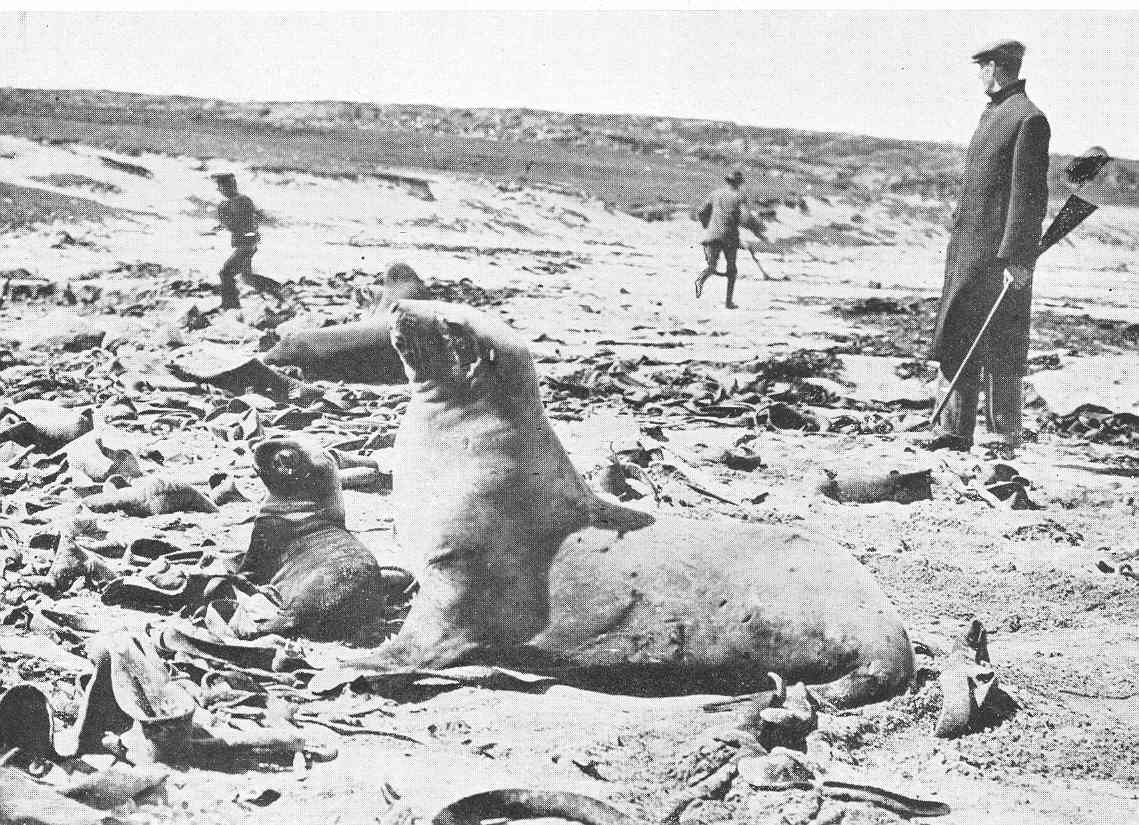
Lachtani novozélandští spolu s námořníky evropského původu na historické fotografii z roku 1909

Někdy ve 13. nebo ve 14. století na ostrově přistáli Polynésané patrně i se svými psy. Není úplně jasné, jak dlouho na ostrově zůstali, nicméně jednalo se nejméně o jedno letní období. Živili se hlavně lachtany novozélandskými a mořskými ptáky jako byli albatrosové, tučňáci nebo buřňáci. Jedná se o nejjižnější ostrov, kam Polynésané během svých výprav dopluli.
Někdy počátkem 40. let 19. století se na ostrově usídlila skupina okolo 70 Maorů a Moriorů. V roce 1849 vznikla na severovýchodě Aucklandova ostrova malá velrybářská osada evropských osadníků, jejíž členové udržovali se skupinou z Enderbyova ostrova kontakt. Vznik osady na Aucklandově ostrově byl iniciován Charlesem Enderbym, anglickým podnikatelem z rodiny velrybářů a lovců tuleňů. Právě po něm dostal ostrov svůj název. Nedostatek velryb spolu s nepříznivým subantarktickým klimatem pro život lidí (teploty málokdy stoupají nad 7 °C) způsobily, že obyvatelé velrybářské osady v roce 1852 ostrov opustili. Skupina Polynésanů z Enderbyova ostrova opustila tento pro lidi nehostinný ostrov o několik let později. Zatímco evropští osadníci se většinou vrátili zpět do Anglie, Maorové a Moriorové našli útočiště na Stewartově ostrově a Chathamských ostrovech.

## Flóra
Ostrov byl původně zalesněn železneci (především jižní formou Metrosideros umbellata), kteří rostou extrémně pomalu, avšak dokáží odolat nepříznivému počasí subantarktického klimatu. Ostrov byl však z velké části odlesněn nejdříve polynéskými osadníky, poté evropskými kolonizátory a v degradaci vegetace pokračoval introdukovaný dobytek a králíci.
Vedle zmíněného železnece, který představuje jednu z dominantních dřevin ostrova, se zde nachází mj. Stilbocarpa polaris z čeledi aralkovité, Bulbinella rossii z čeledi asfodelovité nebo endemit Aucklandových ostrovů Gentianella concinna z čeledi hořcovité.

## Fauna

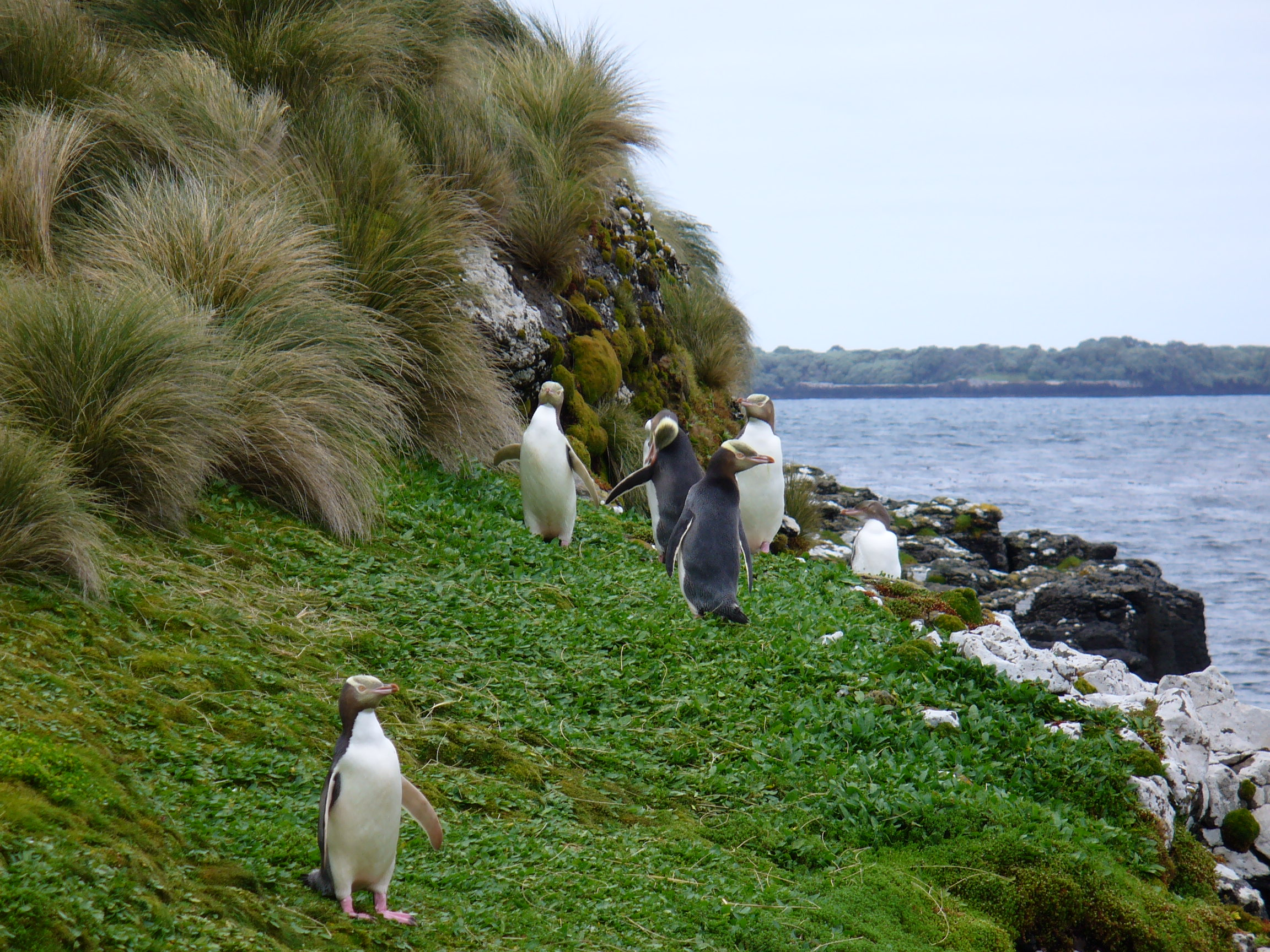
Tučňáci žlutoocí na březích Enderbyho ostrova

V 19. století byli na ostrov introdukováni králíci a dobytek. Ti dokázali přežít v nehostinných podmínkách přes jedno století. Právě kvůli nim byla vegetace ostrova značně zpustošena. Novozélandské Ministerstvo památkové péče proto v 90. letech 20. století nechalo veškeré introdukované savce vyhubit.
Spolu s Aucklandovými ostrovy představuje Enderbyův ostrov významné ptačí území. Ostrov obývá např. tui zpěvný, medosavka novozélandská, kruhoočko australopacifické, ostříž novozélandský, rybák tasmánský, tučňák žlutooký, kakariki rudočelý nebo lejsčík novozélandský. Na ostrově se vyskytují i endemické čírky hnědé, kormoráni aucklandští či bekasiny malé subsp. aucklandica. Snad nejvýznamnější ptačí obyvatele představuje kolonie albatrosů královských, která je jednou ze dvou existujících kolonií druhu (další kolonie se nachází na Campbellově ostrově).
Vedle výše zmíněných ptáků lze na ostrově spatřit i lachtany novozélandské či lachtany Forsterovy. Ve vodách kolem ostrova se každoročně připlouvají pářit velryby jižní. Pro svou bohatou faunu jsou Aucklandovy ostrovy včetně Enderbyova ostrova přísně chráněny jako přírodní rezervace, a to včetně oceánu kolem ostrovů do vzdálenosti 12 námořních mil (cca 22,2 km). Oblast je součást světového dědictví UNESCO pod názvem Novozélandské subantarktické ostrovy.